# Tilsynsråd
Et tilsynsråd er et kontrolorgan i kapitalselskab med en tostrenget ledelsesmodel, hvor den daglige ledelse udføres af  en direktion mens tilsynsrådets opgave er at påse at direktionen udfører sit arbejde efter hensigten.  Der er forbud mod personsammenfald i tilsynsrådet og direktionen, hvorved der opnås uafhængighed mellem de to organer. 
Et tilsynsråd er et alternativ til en ledelsestruktur med en direktion og en bestyrelse, hvor direktionen ligeledes ansættes af bestyrelsen, men hvor der er mulighed for personsammenfald mellem direktionen og tilsynsrådet.
Reglerne for kapitalselskabers ledelsesstruktur er reguleret i selskabslovens kapitel 7.

## Arbejdsopgaver
Tilsynsrådets arbejdsopgaver indebærer blandt andet at føre tilsyn med direktionens bogføring og med, at direktionen udøver sit hverv ansvarligt, og med at kapitalselskabets kapital altid er forsvarlig. Tilsynsrådet har ikke ledelsesmæssige kompetencer.

### Anpartsselskaber
I et anpartsselskab skal der også altid være en direktion. Det er ikke muligt længere at vælge en ledelsesstruktur, hvor der kun er en bestyrelse. I et anpartsselskab, kan der også være et tilsynsråd. Direktøren ansættes af bestyrelsen eller tilsynsrådet, hvis der er et. Hvis der kun er en direktion, ansættes direktøren af generalforsamlingen.  

## Alternativer
Hvis selskabet ledes af en bestyrelse, så skal bestyrelsen sørge for den overordnede og strategiske ledelse af selskabet. Bestyrelsen ansætter en direktion, som sørger for den daglige ledelse og administration i selskabet.